# Rafael (football, 1989)
Rafael Pires Monteiro, est un footballeur brésilien né le 23 juin 1989 à Coronel Fabriciano.

## Biographie

### En club
En décembre 2022, il rejoint le São Paulo FC.

### En équipe nationale
Rafael remporte le Championnat des -20 ans de la CONMEBOL en 2009 avec le Brésil.
Il est sélectionné par Dorival Júnior, son ancien entraîneur à São Paulo, pour disputer la Copa America 2024 avec le Brésil.

## Palmarès

### Collectif
| Cruzeiro EC (10) | Atlético Mineiro (6) | São Paulo FC (2)                                                                       | Brésil - 20 ans (1)                                               |
| --- | --- | -------------------------------------------------------------------------------------- | ----------------------------------------------------------------- |
| - Championnat du Brésil (2) : - Champion : 2013 et 2014 - Championnat du Minas Gerais (6) : - Champion : 2008, 2009, 2011, 2014, 2018 et 2019 - Coupe du Brésil (2) - Vainqueur : 2017 et 2018 | - Championnat du Brésil (1) : - Champion : 2021 - Championnat du Minas Gerais (3) : - Champion : 2020, 2021 et 2022 - Coupe du Brésil (1) - Vainqueur : 2021 - Supercoupe du Brésil (1) - Vainqueur : 2022 | - Coupe du Brésil (1) - Vainqueur : 2023 - Supercoupe du Brésil (1) - Vainqueur : 2024 | - Championnat des -20 ans de la CONMEBOL (1) : - Vainqueur : 2009 |

### Individuel
- Meilleur gardien du championnat du Minas Gerais : 2017
- Meilleur défense du championnat du Minas Gerais : 2019
- Meilleur gardien de la Coupe du Brésil : 2023
- Membre de l'équipe type de la Coupe du Brésil : 2023
- Meilleur joueur de la Supercoupe du Brésil : 2024